# Министерство общественного развития, молодёжи и спорта Сингапура
Министерство общественного развития, молодёжи и спорта Сингапура отвечает за создание сплоченного и устойчивого общества в Сингапуре, способствует принятию индивидуальных различий в молодёжной среде, поощряет широкое участие молодёжи в конструктивной социальной активности, такие как спорт и добровольчество, предупреждает подростковую преступность и пытается побуждать пожилых к практике «активной старости».